# Тур WTA 2004
Тур WTA 2004 - серія елітних професійних жіночих тенісних турнірів, організованих Жіночою тенісною асоціацією (WTA) упродовж сезону 2004 року. Календар складався з турнірів Великого шолома (під егідою Міжнародної тенісної федерації (ITF)), турнірів WTA від 1-ї до 5-ї категорії, Кубка федерації (організованого ITF), літніх Олімпійських ігор і Чемпіонату кінця року.
Ліндсі Девенпорт завершила сезон в ранзі 1-ї ракетки світу втретє за кар'єру, після 1998 і 2001 року, хоча й не досягнула фіналу жодного турніру Великого шолома. Амелі Моресмо показала непогані результати, досягнувши 1-го місця у вересні і завершивши сезон в ранзі 2-ї ракетки WTA. Росіянки показали приголомшливий підйом до еліти світового тенісу: Анастасія Мискіна, Марія Шарапова і Світлана Кузнецова виграли свої перші турніри Великого шолома, а Олена Дементьєва двічі виходила у фінал. Бельгійська пара Кім Клейстерс і Жустін Енен-Арденн, які піднялись на вершину жіночого тенісу в сезоні 2003, обидві зазнали травм упродовж сезону. Також зменшилося домінування сестер Вільмс, які обидві завершили сезон за межами провідної п'ятірки рейтингу.

## Підсумки сезону

### Одиночний розряд
1-ша ракетка світу Жустін Енен-Арденн розпочала сезон на високій ноті, вигравши титул у Сіднеї й потім вигравши свій третій турнір Великого Шолома на Відкритому чемпіонаті Австралії, у фіналі перемігши Кім Клейстерс. Фабіола Сулуага і Патті Шнідер обидві потрапили в перші для себе півфінали турнірів Великого шолома в одиночному розряді. Шнідер скористалася тим, що Ліза Реймонд розчистила для неї шлях у сітці, в третьому колі вибивши Вінус Вільямс. Сулуага пройшла завдяки тому, що Олена Дементьєва і Надія Петрова рано вибули в її частині сітки, а Амелі Моресмо відмовилася грати у чвертьфіналі. Чинна чемпіонка Серена Вільямс знялась з турніру, оскільки продовжувала реабілітацію після операції на коліні.
Енен-Арденн виграла в Дубаї в рамках 16-матчевої переможної серії, яку обірвала Світлана Кузнецова в Досі. У фіналі Кузнецова поступилася чинній чемпіонці Анастасії Мискіній. Ліндсі Девенпорт виграла свій четвертий титул у Токіо, зрівнявшись за цим покзаником з Мартіною Хінгіс. Клейстерс виграла турніри на закритих кортах у Парижі та Антверпені, але мала травму впродовж решти сезону. 

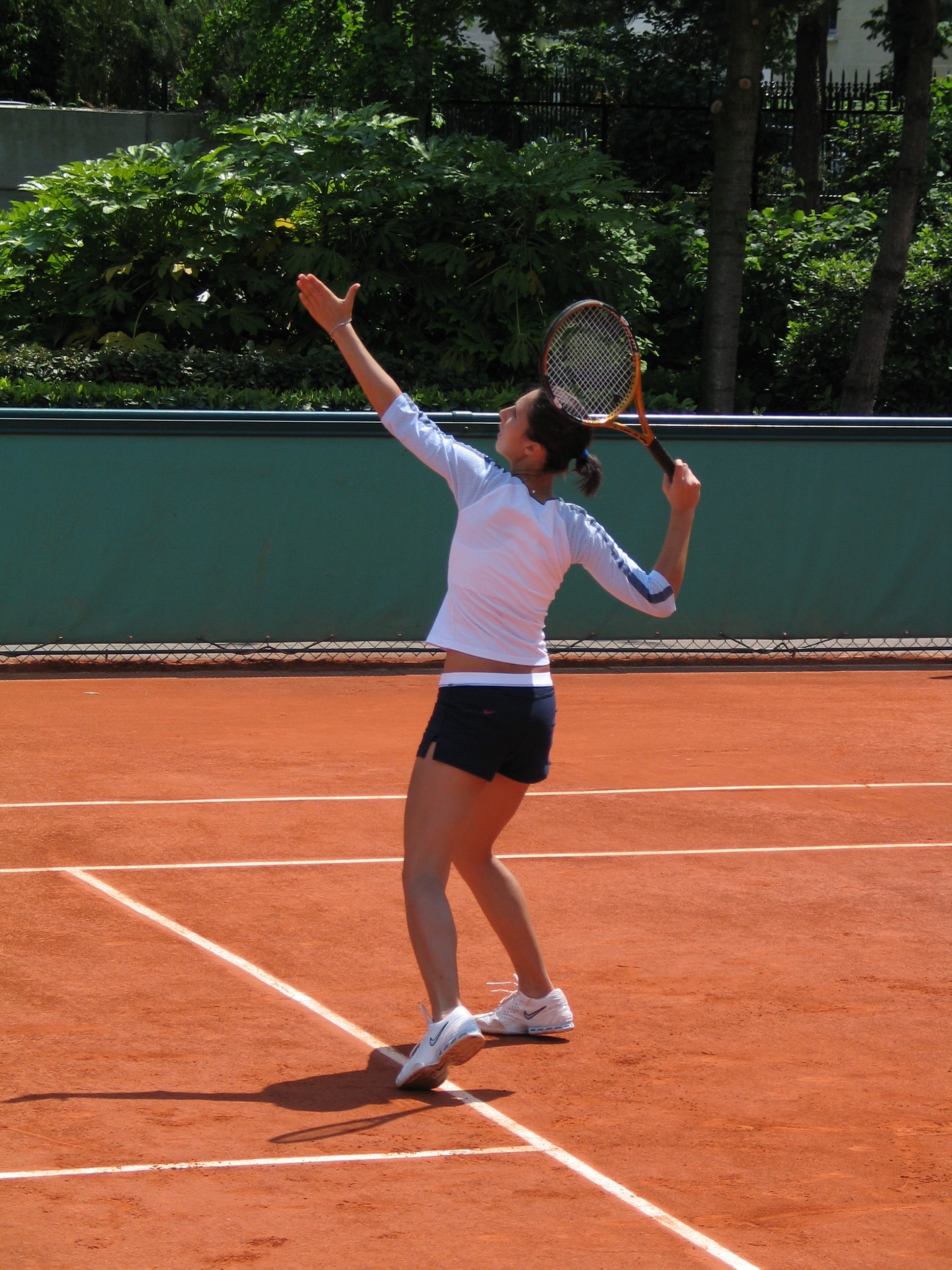
Анастасія Мискіна виграла свій перший і єдиний турнір Великого шолома на Відкритому чемпіонаті Франції.

Ґрунтовий сезон розпочався з перемоги Девенпорт на турнірі в Амелія-Айленд. Вінус Вільямс виграла підряд турніри в Чарлстоні та Варшаві. Амелі Моресмо виграла два найбільші розігрівчі турніри на червоному ґрунті в Берліні та Римі. До неї це змогли зробити Штеффі Граф і Моніка Селеш і обидві вони виграли Відкритий чемпіонат Франції того самого року.
Однак у чвертьфіналі Відкритого чемпіонату Франції Моресмо у чвертьфіналі поступилася Олені Дементьєвій. Клейстерс знялася з турніру через травму зап'ястка, тоді як чинна чемпіонка та її співвітчизниця Енен-Арденн знялася в другому колі через травму коліна під час її матчу проти Татьяни Гарбін. Це було найбільш раннє вибування 1-ї сіяної починаючи з 1925 року. Ця несподівана поразка дозволила Паолі Суарес досягнути свого першого півфіналу в одиночному розряді, де вона програла Дементьєвій. У верхній половині сітки Анастасія Мискіна пройшла у фінал після перемог над Вінус Вільямс і Дженніфер Капріаті. Перший чисто російський фінал турнірів Великого шолома завершився швидкою перемогою Мискіної над знервованою Дементьєвою. Таким чином Мискіна стала першою росіянкою, яка виграла турнір Великого шолома.
Домінація росіянок продовжилася на розігрівчих турнірах на трав'яних кортах, Марія Шарапова перемогла в Бірмінгемі, а Світлана Кузнецова - в Істбурні. Марі П'єрс також здобула свою першу перемогу починаючи з Відкритого чемпіонату Франції чотирирічної давнини, вигравши турнір у 'с-Гертогенбосі. Клейстерс і Енен-Арденн пропустили Вімблдон через ті самі травми, що змусили їх припинити боротьбу на Відкритому чемпіонаті Франції. Вінус Вільямс припинила боротьбу вже в другому колі, зазнавши поразки від Кароліни Шпрем, а обидві фіналістки Відкритого чемпіонату Франції не змогли успішно змінити покриття з ґрунту на траву: Дементьєва поступилася Сандрі Клейновій, а Мискіна - Емі Фрейзер. У фіналі зійшлися Серена Вільямс і Марія Шарапова. Обидві вони змогли відігратися у своїх півфіналах, поступаючись сетом і тай-брейком. Шарапова несподівано перемогла дворазову чинну чемпіонку, вигравши свій перший титул, ставши третьою наймолодшою переможницею Вімблдону за історію.

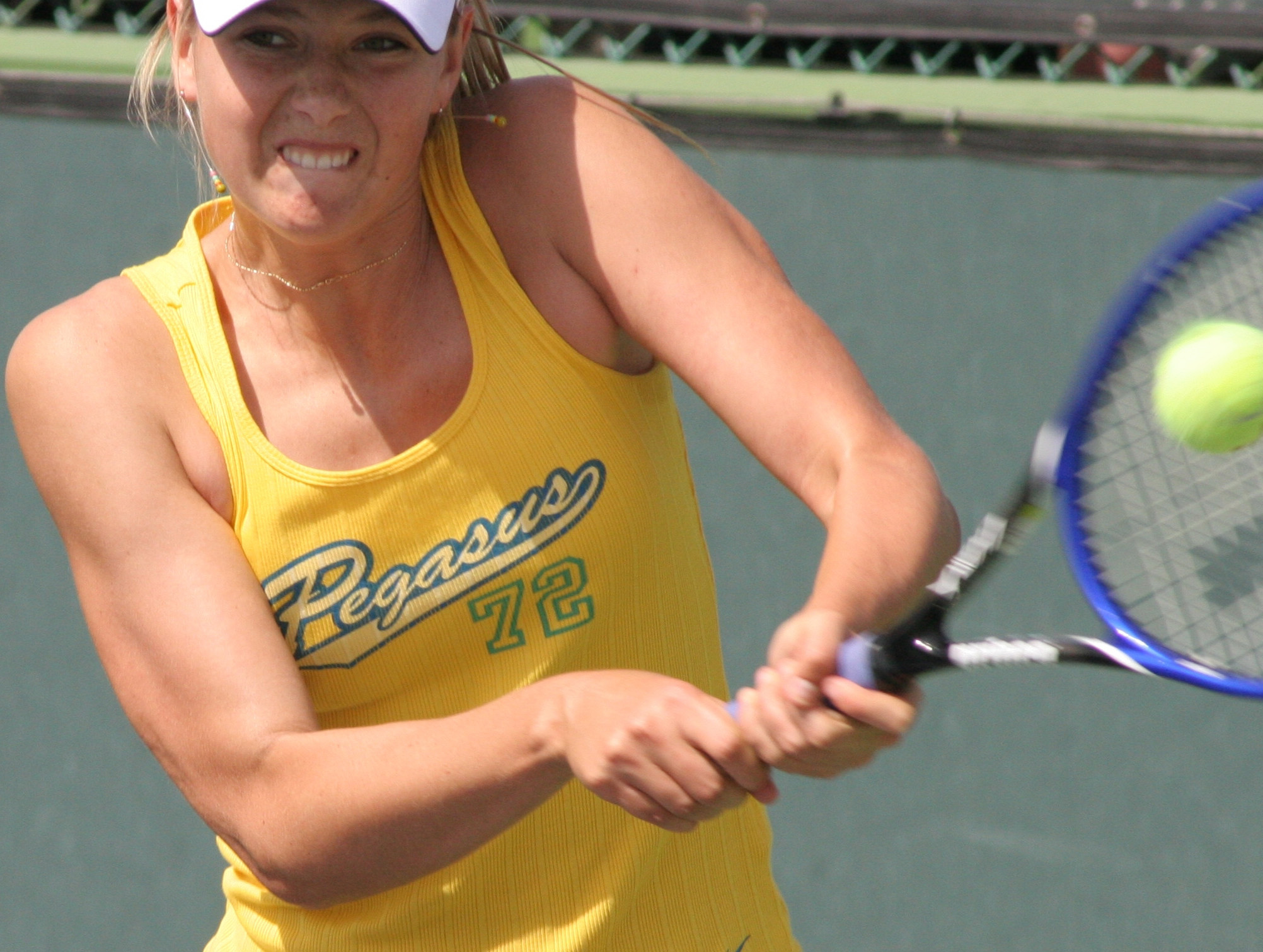
Марія Шарапова виграла Вімблдон і Чемпіонат кінця року, а також три інші турніри за сезон.

Девенпорт успішно розпочала літній сезон на жорсткому покритті, вигравши турніри в Стенфорді, Лос-Анджелесі, Сан-Дієго і Цинциннаті, здобувши приголомшливу серію перемог напередодні останнього турніру Великого шолома року. Ніколь Вайдішова стала наймолодшою володаркою титулу Туру в історії, вигравши менший турнір у Ванкувері. Моресмо виграла турнір першої категорії в Торонто, у фіналі перемігши Олену Лиховцеву. Енен-Арденн повернулася після травми, щоб зіграти на Олімпійських іграх в Афінах, де в матчі за золоту медаль перемогла Моресмо. У матчі за бронзову медаль Алісія Молік перемогла Мискіну.
Девенпорт вважали найвірогіднішою претенденткою на здобуття свого другого титулу на Відкритому чемпіонаті США, але в півфіналі її зупинила Світлана Кузнецова. Енен-Арденн поступилась Петровій. Мискіна і Шарапова також вибули рано. Поразка Енен-Арденн означала, що Моресмо уперше в своїй кар'єрі досягне першого рядку рейтингу WTA. У ще одному повністю російському фіналі Кузнєцова здобула перемогу і стала третьою підряд тенісисткою з цієї країни, яка виграла свій перший титул Великого шолома.
Моресмо недовго посідала перший рядок рейтингу. Через місяць Девенпорт повернула його собі, вигравши титул у Штутгарті. Втім Моресмо продовжила свою успішну серію, перемігши на турнірах у Лінці та Філадельфії. Алісія Молік виграла найбільший титул у своїй кар'єрі в Цюриху і менший у Люксембурзі, тоді як Мискіна захистила свій титул у Москві. Світлана Кузнецова виграла титул на Балі й досягнула фіналу в Пекіні, де поступилась Серені Вільямс. Марія Шарапова виграла Чемпіонат Туру WTA, перемігши Вільмс, після того як здобула менші титули в Сеулі та Токіо і досягнула Фіналу в Цюриху. Надія Петрова і Меган Шонессі виграли в парному розряді.

## Графік
В таблиці нижче наведено повний розклад Туру WTA 2004.

### Легенда
| Турніри Великого шолома   |
| Літні Олімпійські ігри    |
| Чемпіонат закінчення року |
| Турніри 1-ї категорії     |
| Турніри 2-ї категорії     |
| Турніри 3-ї категорії     |
| Tier IV and V events      |
| Командні змагання         |

### Січень
| Тиждень           | Турнір | Чемпіонки                                             | Фіналістки                           | Півфіналістки                                              | Чвертьфіналістки                                                       |
| ----------------- | --- | ----------------------------------------------------- | ------------------------------------ | ---------------------------------------------------------- | ---------------------------------------------------------------------- |
| 5 січня           | Кубок Гопмана Перт, Австралія Hopman Cup Хард (п) – 8 команд (ГР)                                                                                              | США 2–1                                               | Словаччина                           | Програли в круговому турнірі (група A) Франція Росія Чехія | Програли в круговому турнірі (група B) Австралія Бельгія Угорщина      |
| 5 січня           | Uncle Tobys Hardcourts Голд-Кост, Австралія Турнір 3-ї категорії $170,000 - Хард - 30S/32Q/16D Одиночний розряд - Парний розряд                                | Ай Суґіяма 1–6, 6–1, 6–4                              | Надія Петрова                        | Саманта Стосур Наталі Деші                                 | Магдалена Малеєва Магі Серна Світлана Кузнецова Дінара Сафіна          |
| 5 січня           | Uncle Tobys Hardcourts Голд-Кост, Австралія Турнір 3-ї категорії $170,000 - Хард - 30S/32Q/16D Одиночний розряд - Парний розряд                                | Світлана Кузнецова Олена Лиховцева 6–3, 6–4           | Лізель Губер Магдалена Малеєва       | Саманта Стосур Наталі Деші                                 | Магдалена Малеєва Магі Серна Світлана Кузнецова Дінара Сафіна          |
| 5 січня           | ASB Classic Окленд, Нова Зеландія Турнір 4-ї категорії $140,000 - Хард - 32S/32Q/16D Одиночний розряд - Парний розряд                                          | Елені Даніліду 6–3, 6–2                               | Ешлі Гарклроуд                       | Паола Суарес Маріон Бартолі                                | Крістіна Бранді Мейлен Ту Шенай Перрі Анка Барна                       |
| 5 січня           | ASB Classic Окленд, Нова Зеландія Турнір 4-ї категорії $140,000 - Хард - 32S/32Q/16D Одиночний розряд - Парний розряд                                          | Мервана Югич-Салкич Єлена Костанич 7–6(8–6), 3–6, 6–1 | Вірхінія Руано Паскуаль Паола Суарес | Паола Суарес Маріон Бартолі                                | Крістіна Бранді Мейлен Ту Шенай Перрі Анка Барна                       |
| 12 січня          | Medibank International Сідней, Австралія Турнір 2-ї категорії $585,000 - Хард - 28S/32Q/16D Одиночний розряд - Парний розряд                                   | Жустін Енен-Арденн 6–4, 6–4                           | Амелі Моресмо                        | Ліндсі Девенпорт Франческа Ск'явоне                        | Чанда Рубін Олена Дементьєва Анастасія Мискіна Анна Смашнова-Пістолезі |
| 12 січня          | Medibank International Сідней, Австралія Турнір 2-ї категорії $585,000 - Хард - 28S/32Q/16D Одиночний розряд - Парний розряд                                   | Кара Блек Ренне Стаббс 7–5, 3–6, 6–4                  | Дінара Сафіна Меган Шонессі          | Ліндсі Девенпорт Франческа Ск'явоне                        | Чанда Рубін Олена Дементьєва Анастасія Мискіна Анна Смашнова-Пістолезі |
| 12 січня          | Moorilla Hobart International Гобарт, Австралія Tier V event $110,000 - Хард - 32S/32Q/14D Одиночний розряд - Парний розряд                                    | Емі Фрейзер 6–3, 6–3                                  | Асагое Сінобу                        | Крістіна Бранді Марія Емілія Салерні                       | Морігамі Акіко Фабіола Сулуага Марія Елена Камерін Анка Барна          |
| 12 січня          | Moorilla Hobart International Гобарт, Австралія Tier V event $110,000 - Хард - 32S/32Q/14D Одиночний розряд - Парний розряд                                    | Асагое Сінобу Окамото Сейко 2–6, 6–4, 6–3             | Елс Калленс Барбара Шетт             | Крістіна Бранді Марія Емілія Салерні                       | Морігамі Акіко Фабіола Сулуага Марія Елена Камерін Анка Барна          |
| 12 січня          | Canberra Women's Classic Канберра, Австралія Tier V event $110,000 - Хард - 32S/32Q/16D Одиночний розряд - Парний розряд                                       | Паола Суарес 3–6, 6–4, 7–6(7–5)                       | Сільвія Фаріна-Елія                  | Юлія Вакуленко Кароліна Шпрем                              | Марія Санчес Лоренсо Флавія Пеннетта Емілі Луа Аранча Парра Сантонха   |
| 12 січня          | Canberra Women's Classic Канберра, Австралія Tier V event $110,000 - Хард - 32S/32Q/16D Одиночний розряд - Парний розряд                                       | Єлена Костанич Клодін Шоль 6–4, 7–6(7–3)              | Каролін Денін Ліза Макші             | Юлія Вакуленко Кароліна Шпрем                              | Марія Санчес Лоренсо Флавія Пеннетта Емілі Луа Аранча Парра Сантонха   |
| 19 січня 26 січня | Відкритий чемпіонат Австралії Мельбурн, Австралія Великий шолом $5,590,310 - Хард - 128S/96Q/64D/32X Одиночний розряд - Парний розряд - Змішаний парний розряд | Жустін Енен-Арденн 6–3, 4–6, 6–3                      | Кім Клейстерс                        | Фабіола Сулуага Патті Шнідер                               | Ліндсі Девенпорт Амелі Моресмо Ліза Реймонд Анастасія Мискіна          |
| 19 січня 26 січня | Відкритий чемпіонат Австралії Мельбурн, Австралія Великий шолом $5,590,310 - Хард - 128S/96Q/64D/32X Одиночний розряд - Парний розряд - Змішаний парний розряд | Вірхінія Руано Паскуаль Паола Суарес 6–4, 6–3         | Світлана Кузнецова Олена Лиховцева   | Фабіола Сулуага Патті Шнідер                               | Ліндсі Девенпорт Амелі Моресмо Ліза Реймонд Анастасія Мискіна          |
| 19 січня 26 січня | Відкритий чемпіонат Австралії Мельбурн, Австралія Великий шолом $5,590,310 - Хард - 128S/96Q/64D/32X Одиночний розряд - Парний розряд - Змішаний парний розряд | Ненад Зімоньїч Олена Бовіна 6–1, 7–6(7–3)             | Леандер Паес Мартіна Навратілова     | Фабіола Сулуага Патті Шнідер                               | Ліндсі Девенпорт Амелі Моресмо Ліза Реймонд Анастасія Мискіна          |

### Лютий
| Тиждень   | Турнір | Чемпіонки                                       | Фіналістки                                    | Півфіналістки                     | Чвертьфіналістки                                                            |
| --------- | --- | ----------------------------------------------- | --------------------------------------------- | --------------------------------- | --------------------------------------------------------------------------- |
| 2 лютого  | Toray Pan Pacific Open Токіо, Японія Турнір 1-ї категорії $1,300,000 - Хард - 28S/32Q/16D Одиночний розряд - Парний розряд            | Ліндсі Девенпорт 6–4, 6–1                       | Магдалена Малеєва                             | Чанда Рубін Єлена Докич           | Вінус Вільямс Ай Суґіяма Тетяна Панова Даніела Гантухова                    |
| 2 лютого  | Toray Pan Pacific Open Токіо, Японія Турнір 1-ї категорії $1,300,000 - Хард - 28S/32Q/16D Одиночний розряд - Парний розряд            | Кара Блек Ренне Стаббс 6–0, 6–1                 | Олена Лиховцева Магдалена Малеєва             | Чанда Рубін Єлена Докич           | Вінус Вільямс Ай Суґіяма Тетяна Панова Даніела Гантухова                    |
| 9 лютого  | Open Gaz de France Париж, Франція Турнір 2-ї категорії $585,000 - Хард (п) - 28S/32Q/16D Одиночний розряд - Парний розряд             | Кім Клейстерс 6–2, 6–1                          | Марі П'єрс                                    | Дінара Сафіна Татьяна Головін     | Сільвія Фаріна-Елія Франческа Ск'явоне Олена Бовіна Олена Дементьєва        |
| 9 лютого  | Open Gaz de France Париж, Франція Турнір 2-ї категорії $585,000 - Хард (п) - 28S/32Q/16D Одиночний розряд - Парний розряд             | Барбара Шетт Патті Шнідер 6–3, 6–2              | Сільвія Фаріна-Елія Франческа Ск'явоне        | Дінара Сафіна Татьяна Головін     | Сільвія Фаріна-Елія Франческа Ск'явоне Олена Бовіна Олена Дементьєва        |
| 16 лютого | Proximus Diamond Games Антверпен, Бельгія Турнір 2-ї категорії $585,000 - Хард (п) - 28S/32Q/16D Одиночний розряд - Парний розряд     | Кім Клейстерс 6–3, 6–0                          | Сільвія Фаріна-Елія                           | Кароліна Шпрем Міріам Казанова    | Деніса Хладкова Патті Шнідер Клара Коукалова Магдалена Малеєва              |
| 16 лютого | Proximus Diamond Games Антверпен, Бельгія Турнір 2-ї категорії $585,000 - Хард (п) - 28S/32Q/16D Одиночний розряд - Парний розряд     | Кара Блек Елс Калленс 6–2, 6–1                  | Міріам Казанова Елені Даніліду                | Кароліна Шпрем Міріам Казанова    | Деніса Хладкова Патті Шнідер Клара Коукалова Магдалена Малеєва              |
| 16 лютого | Cellular South Cup Мемфіс, США Турнір 3-ї категорії $190,000 - Хард (п) - 30S/32Q/16D Одиночний розряд - Парний розряд                | Віра Звонарьова 4–6, 6–4, 7–5                   | Ліза Реймонд                                  | Марія Шарапова Лора Гренвілл      | Хісела Дулко Емі Фрейзер Крістіна Бранді Ліндсей Лі-Вотерс                  |
| 16 лютого | Cellular South Cup Мемфіс, США Турнір 3-ї категорії $190,000 - Хард (п) - 30S/32Q/16D Одиночний розряд - Парний розряд                | Оса Свенссон Мейлен Ту 6–4, 7–6(0)              | Марія Шарапова Віра Звонарьова                | Марія Шарапова Лора Гренвілл      | Хісела Дулко Емі Фрейзер Крістіна Бранді Ліндсей Лі-Вотерс                  |
| 16 лютого | AP Tourism Hyderabad Open Хайдерабад, Індія Турнір 4-ї категорії $140,000 - Хард - 32S/32Q/16D Одиночний розряд - Парний розряд       | Ніколь Пратт 7–6(7–3), 6–1                      | Марія Кириленко                               | Тамарін Танасугарн Маріон Бартолі | Анжелік Віджайя Чжен Цзє Єлена Костанич Мервана Югич-Салкич                 |
| 16 лютого | AP Tourism Hyderabad Open Хайдерабад, Індія Турнір 4-ї категорії $140,000 - Хард - 32S/32Q/16D Одиночний розряд - Парний розряд       | Лізель Губер Саня Мірза 7–6(7–1), 6–4           | Лі Тін Сунь Тяньтянь                          | Тамарін Танасугарн Маріон Бартолі | Анжелік Віджайя Чжен Цзє Єлена Костанич Мервана Югич-Салкич                 |
| 23 лютого | Dubai Tennis Championships Дубай,, ОАЕ Турнір 2-ї категорії $585,000 - Хард - 28S/32Q/16D Одиночний розряд - Парний розряд            | Жустін Енен-Арденн 7–6(7–3), 6–3                | Світлана Кузнецова                            | Меган Шонессі Ай Суґіяма          | Кончіта Мартінес Анастасія Мискіна Елені Даніліду Вінус Вільямс             |
| 23 лютого | Dubai Tennis Championships Дубай,, ОАЕ Турнір 2-ї категорії $585,000 - Хард - 28S/32Q/16D Одиночний розряд - Парний розряд            | Жанетта Гусарова Кончіта Мартінес 6–0, 1–6, 6–3 | Світлана Кузнецова Олена Лиховцева            | Меган Шонессі Ай Суґіяма          | Кончіта Мартінес Анастасія Мискіна Елені Даніліду Вінус Вільямс             |
| 23 лютого | Copa Colsanitas Seguros Bolivar Богота, Колумбія Турнір 3-ї категорії $170,000 - ґрунт - 30S/32Q/16D Одиночний розряд - Парний розряд | Фабіола Сулуага 3–6, 6–4, 6–2                   | Марія Санчес Лоренсо                          | Любомира Курхайцова Емілі Луа     | Каталіна Кастаньйо Людмила Черванова Lana Popadić Кончіта Мартінес Гранадос |
| 23 лютого | Copa Colsanitas Seguros Bolivar Богота, Колумбія Турнір 3-ї категорії $170,000 - ґрунт - 30S/32Q/16D Одиночний розряд - Парний розряд | Барбара Шварц Ясмін Вер 6–1, 6–3                | Анабель Медіна Гаррігес Аранча Парра Сантонха | Любомира Курхайцова Емілі Луа     | Каталіна Кастаньйо Людмила Черванова Lana Popadić Кончіта Мартінес Гранадос |

### Березень
| Тиждень               | Турнір | Чемпіонки                                        | Фіналістки                           | Півфіналістки                         | Чвертьфіналістки                                                 |
| --------------------- | --- | ------------------------------------------------ | ------------------------------------ | ------------------------------------- | ---------------------------------------------------------------- |
| 1 березня             | Qatar Total Open Доха, Катар Турнір 2-ї категорії $600,000 - Хард - 28S/32Q/16D Одиночний розряд - Парний розряд                    | Анастасія Мискіна 4–6, 6–4, 6–4                  | Світлана Кузнецова                   | Жустін Енен-Арденн Дженніфер Капріаті | Наталі Деші Меган Шонессі Чжен Цзє Сільвія Фаріна-Елія           |
| 1 березня             | Qatar Total Open Доха, Катар Турнір 2-ї категорії $600,000 - Хард - 28S/32Q/16D Одиночний розряд - Парний розряд                    | Світлана Кузнецова Олена Лиховцева 7–6(7–4), 6–2 | Жанетта Гусарова Кончіта Мартінес    | Жустін Енен-Арденн Дженніфер Капріаті | Наталі Деші Меган Шонессі Чжен Цзє Сільвія Фаріна-Елія           |
| 1 березня             | Abierto Mexicano Telcel Акапулько, Мексика Турнір 3-ї категорії $170,000 - ґрунт - 30S/32Q/16D Одиночний розряд - Парний розряд     | Івета Бенешова 7–6(7–5), 6–4                     | Флавія Пеннетта                      | Марта Марреро Марія Санчес Лоренсо    | Саманта Стосур Емілі Луа Юлія Вакуленко Ніколь Вайдішова         |
| 1 березня             | Abierto Mexicano Telcel Акапулько, Мексика Турнір 3-ї категорії $170,000 - ґрунт - 30S/32Q/16D Одиночний розряд - Парний розряд     | Ліза Макші Мілагрос Секера 2–6, 7–6(7–5), 6–4    | Ольга Благотова Габріела Навратілова | Марта Марреро Марія Санчес Лоренсо    | Саманта Стосур Емілі Луа Юлія Вакуленко Ніколь Вайдішова         |
| 8 березня 15 березня  | Pacific Life Open Індіан-Веллс, United States Турнір 1-ї категорії $2,100,000 - Хард - 96S/48Q/32D Одиночний розряд - Парний розряд | Жустін Енен-Арденн 6–1, 6–4                      | Ліндсі Девенпорт                     | Анастасія Мискіна Наталі Деші         | Світлана Кузнецова Кончіта Мартінес Хісела Дулко Фабіола Сулуага |
| 8 березня 15 березня  | Pacific Life Open Індіан-Веллс, United States Турнір 1-ї категорії $2,100,000 - Хард - 96S/48Q/32D Одиночний розряд - Парний розряд | Вірхінія Руано Паскуаль Паола Суарес 6–1, 6–2    | Світлана Кузнецова Олена Лиховцева   | Анастасія Мискіна Наталі Деші         | Світлана Кузнецова Кончіта Мартінес Хісела Дулко Фабіола Сулуага |
| 22 березня 29 березня | NASDAQ-100 Open Маямі, United States Турнір 1-ї категорії $3,060,000 - Хард - 96S/48Q/32D Одиночний розряд - Парний розряд          | Серена Вільямс 6–1, 6–1                          | Олена Дементьєва                     | Елені Даніліду Надія Петрова          | Джилл Крейбас Кароліна Шпрем Наталі Деші Вінус Вільямс           |
| 22 березня 29 березня | NASDAQ-100 Open Маямі, United States Турнір 1-ї категорії $3,060,000 - Хард - 96S/48Q/32D Одиночний розряд - Парний розряд          | Надія Петрова Меган Шонессі 6–2, 6–3             | Світлана Кузнецова Олена Лиховцева   | Елені Даніліду Надія Петрова          | Джилл Крейбас Кароліна Шпрем Наталі Деші Вінус Вільямс           |

### Квітень
| Тиждень   | Турнір | Чемпіонки | Фіналістки | Півфіналістки                      | Чвертьфіналістки                                                            |
| --------- | --- | --- | --- | ---------------------------------- | --------------------------------------------------------------------------- |
| 5 квітня  | Bausch & Lomb Championships Амілія, United States Турнір 2-ї категорії $585,000 - Ґрунт (зелений) - 56S/16Q/16D Одиночний розряд - Парний розряд                                                                              | Ліндсі Девенпорт 6–4, 6–4 | Амелі Моресмо | Жустін Енен-Арденн Надія Петрова   | Віра Звонарьова Сільвія Фаріна-Елія Паола Суарес Серена Вільямс             |
| 5 квітня  | Bausch & Lomb Championships Амілія, United States Турнір 2-ї категорії $585,000 - Ґрунт (зелений) - 56S/16Q/16D Одиночний розряд - Парний розряд                                                                              | Надія Петрова Меган Шонессі 3–6, 6–2, 7–5 | Міріам Казанова Алісія Молік                                                                                        | Жустін Енен-Арденн Надія Петрова   | Віра Звонарьова Сільвія Фаріна-Елія Паола Суарес Серена Вільямс             |
| 5 квітня  | GP SAR La Princesse Lalla Meryem Касабланка, Марокко Tier V event $110,000 - ґрунт - 32S/32Q/16D Одиночний розряд - Doubles Draw                                                                                              | Емілі Луа 6–2, 6–2 | Людмила Черванова                                                                                                   | Ріта Гранде Клара Коукалова        | Марта Марреро Любомира Курхайцова Марта Домаховська Марія Елена Камерін     |
| 5 квітня  | GP SAR La Princesse Lalla Meryem Касабланка, Марокко Tier V event $110,000 - ґрунт - 32S/32Q/16D Одиночний розряд - Doubles Draw                                                                                              | Маріон Бартолі Емілі Луа 6–4, 6–2 | Елс Калленс Катарина Среботнік                                                                                      | Ріта Гранде Клара Коукалова        | Марта Марреро Любомира Курхайцова Марта Домаховська Марія Елена Камерін     |
| 12 квітня | Family Circle Cup Чарлстон, United States Турнір 1-ї категорії $1,300,000 - Ґрунт (зелений) - 56S/32Q/28D Одиночний розряд - Парний розряд                                                                                    | Вінус Вільямс 2–6, 6–2, 6–1 | Кончіта Мартінес | Єлена Костанич Патті Шнідер        | Петра Мандула Віра Звонарьова Ліндсі Девенпорт Надія Петрова                |
| 12 квітня | Family Circle Cup Чарлстон, United States Турнір 1-ї категорії $1,300,000 - Ґрунт (зелений) - 56S/32Q/28D Одиночний розряд - Парний розряд                                                                                    | Вірхінія Руано Паскуаль Паола Суарес 6–4, 6–1 | Мартіна Навратілова Ліза Реймонд                                                                                    | Єлена Костанич Патті Шнідер        | Петра Мандула Віра Звонарьова Ліндсі Девенпорт Надія Петрова                |
| 12 квітня | Estoril Open Ештуріл, Portugal Tier V event $110,000 - ґрунт - 32S/32Q/16D Одиночний розряд - Парний розряд | Емілі Луа 7–5, 7–6(7–1) | Івета Бенешова | Марта Марреро Стефані Коен-Алоро   | Барбара Шетт Клара Коукалова Деніса Хладкова Мартина Суха                   |
| 12 квітня | Estoril Open Ештуріл, Portugal Tier V event $110,000 - ґрунт - 32S/32Q/16D Одиночний розряд - Парний розряд | Еммануель Гальярді Жанетта Гусарова 6–3, 6–2 | Ольга Благотова Габріела Навратілова                                                                                | Марта Марреро Стефані Коен-Алоро   | Барбара Шетт Клара Коукалова Деніса Хладкова Мартина Суха                   |
| 19 квітня | Fed Cup: 1-ше коло Amiens, Франція, ґрунт (п) Лечче, Італія, ґрунт Murcia, Іспанія, ґрунт Bree, Бельгія, ґрунт Москва, Росія, Килим (i) Буенос Айрес, Аргентина, ґрунт Sankt Pölten, Австрія, ґрунт Порторож, Slovenia, ґрунт | перемогли в 1-му колі · Франція 5–0 · Італія 3–1 · Іспанія 3–2 · Бельгія 3–2 · Росія 4–1 · Аргентина 4–1 · Австрія 3–2 · Сполучені Штати Америки 4–1 | програли в 1-му колі losers · Німеччина · Чехія · Швейцарія · Хорватія · Австралія · Японія · Словаччина · Словенія |                                    |                                                                             |
| 26 квітня | J&S Cup Варшава, Poland Турнір 2-ї категорії $585,000 - ґрунт - 28S/32Q/16D Одиночний розряд - Парний розряд | Вінус Вільямс 6–1, 6–4 | Світлана Кузнецова                                                                                                  | Франческа Ск'явоне Віра Звонарьова | Амелі Моресмо Сільвія Фаріна-Елія Анна Смашнова-Пістолезі Магдалена Малеєва |
| 26 квітня | J&S Cup Варшава, Poland Турнір 2-ї категорії $585,000 - ґрунт - 28S/32Q/16D Одиночний розряд - Парний розряд | Сільвія Фаріна-Елія Франческа Ск'явоне 3–6, 6–2, 6–1                                                                                                 | Хісела Дулко Патрісія Тарабіні                                                                                      | Франческа Ск'явоне Віра Звонарьова | Амелі Моресмо Сільвія Фаріна-Елія Анна Смашнова-Пістолезі Магдалена Малеєва |
| 26 квітня | Budapest Grand Prix Будапешт, Угорщина Tier V event $110,000 - ґрунт - 32S/23Q/14D Одиночний розряд - Парний розряд | Єлена Янкович 7–6(7–4), 6–3 | Мартина Суха | Флавія Пеннетта Івета Бенешова     | Санда Мамич Людмила Черванова Аніко Капрош Петра Мандула                    |
| 26 квітня | Budapest Grand Prix Будапешт, Угорщина Tier V event $110,000 - ґрунт - 32S/23Q/14D Одиночний розряд - Парний розряд | Петра Мандула Барбара Шетт 6–3, 6–2 | Virág Németh Агнеш Савай                                                                                            | Флавія Пеннетта Івета Бенешова     | Санда Мамич Людмила Черванова Аніко Капрош Петра Мандула                    |

### Травень
| Тиждень             | Турнір | Чемпіонки                                     | Фіналістки                           | Півфіналістки                     | Чвертьфіналістки                                                                  |
| ------------------- | --- | --------------------------------------------- | ------------------------------------ | --------------------------------- | --------------------------------------------------------------------------------- |
| 3 травня            | Qatar Total German Open Berlin, Germany Турнір 1-ї категорії $1,300,000 - ґрунт - 56S/48Q/28D Одиночний розряд - Парний розряд                          | Амелі Моресмо Без гри                         | Вінус Вільямс                        | Кароліна Шпрем Дженніфер Капріаті | Фабіола Сулуага Паола Суарес Світлана Кузнецова Анастасія Мискіна                 |
| 3 травня            | Qatar Total German Open Berlin, Germany Турнір 1-ї категорії $1,300,000 - ґрунт - 56S/48Q/28D Одиночний розряд - Парний розряд                          | Надія Петрова Меган Шонессі 6–2, 2–6, 6–1     | Жанетта Гусарова Кончіта Мартінес    | Кароліна Шпрем Дженніфер Капріаті | Фабіола Сулуага Паола Суарес Світлана Кузнецова Анастасія Мискіна                 |
| 10 травня           | Internazionali BNL d'Italia Рим, Італія Турнір 1-ї категорії $1,300,000 - ґрунт - 56S/48Q/28D Одиночний розряд - Парний розряд                          | Амелі Моресмо 3–6, 6–3, 7–6(8–6)              | Дженніфер Капріаті                   | Серена Вільямс Віра Звонарьова    | Світлана Кузнецова Анна Смашнова-Пістолезі Франческа Ск'явоне Сільвія Фаріна-Елія |
| 10 травня           | Internazionali BNL d'Italia Рим, Італія Турнір 1-ї категорії $1,300,000 - ґрунт - 56S/48Q/28D Одиночний розряд - Парний розряд                          | Надія Петрова Меган Шонессі 2–6, 6–3, 6–3     | Вірхінія Руано Паскуаль Паола Суарес | Серена Вільямс Віра Звонарьова    | Світлана Кузнецова Анна Смашнова-Пістолезі Франческа Ск'явоне Сільвія Фаріна-Елія |
| 17 травня           | Internationaux de Strasbourg Страсбург, France Турнір 3-ї категорії $170,000 - ґрунт - 30S/32Q/16D Одиночний розряд - Парний розряд                     | Клодін Шоль 2–6, 6–0, 6–3                     | Ліндсі Девенпорт                     | Сільвія Фаріна-Елія Емілі Луа     | Катарина Среботнік Мілагрос Секера Барбора Заглавова-Стрицова Ай Суґіяма          |
| 17 травня           | Internationaux de Strasbourg Страсбург, France Турнір 3-ї категорії $170,000 - ґрунт - 30S/32Q/16D Одиночний розряд - Парний розряд                     | Ліза Макші Мілагрос Секера 6–4, 6–1           | Тіна Кріжан Катарина Среботнік       | Сільвія Фаріна-Елія Емілі Луа     | Катарина Среботнік Мілагрос Секера Барбора Заглавова-Стрицова Ай Суґіяма          |
| 17 травня           | Wien Energie Grand Prix Відень, Austria Турнір 3-ї категорії $170,000 - ґрунт - 30S/32Q/16D Одиночний розряд - Парний розряд                            | Анна Смашнова-Пістолезі 6–2, 3–6, 6–2         | Алісія Молік                         | Єлена Костанич Емі Фрейзер        | Аліна Жидкова Марлен Вайнгартнер Любомира Курхайцова Магі Серна                   |
| 17 травня           | Wien Energie Grand Prix Відень, Austria Турнір 3-ї категорії $170,000 - ґрунт - 30S/32Q/16D Одиночний розряд - Парний розряд                            | Мартіна Навратілова Ліза Реймонд 6–2, 7–5     | Кара Блек Ренне Стаббс               | Єлена Костанич Емі Фрейзер        | Аліна Жидкова Марлен Вайнгартнер Любомира Курхайцова Магі Серна                   |
| 24 травня 31 травня | Відкритий чемпіонат Франції Париж, France Великий шолом $5,982,126 - ґрунт - 128S/96Q/64D/32X Одиночний розряд - Парний розряд - Змішаний парний розряд | Анастасія Мискіна 6–1, 6–2                    | Олена Дементьєва                     | Паола Суарес Дженніфер Капріаті   | Марія Шарапова Амелі Моресмо Вінус Вільямс Серена Вільямс                         |
| 24 травня 31 травня | Відкритий чемпіонат Франції Париж, France Великий шолом $5,982,126 - ґрунт - 128S/96Q/64D/32X Одиночний розряд - Парний розряд - Змішаний парний розряд | Вірхінія Руано Паскуаль Паола Суарес 6–0, 6–3 | Світлана Кузнецова Олена Лиховцева   | Паола Суарес Дженніфер Капріаті   | Марія Шарапова Амелі Моресмо Вінус Вільямс Серена Вільямс                         |
| 24 травня 31 травня | Відкритий чемпіонат Франції Париж, France Великий шолом $5,982,126 - ґрунт - 128S/96Q/64D/32X Одиночний розряд - Парний розряд - Змішаний парний розряд | Рішар Гаске Татьяна Головін 6–3, 6–4          | Вейн Блек Кара Блек                  | Паола Суарес Дженніфер Капріаті   | Марія Шарапова Амелі Моресмо Вінус Вільямс Серена Вільямс                         |

### Червень
| Тиждень             | Турнір | Чемпіонки                                | Фіналістки                         | Півфіналістки                             | Чвертьфіналістки                                              |
| ------------------- | --- | ---------------------------------------- | ---------------------------------- | ----------------------------------------- | ------------------------------------------------------------- |
| 7 червня            | DFS Classic Бірмінгем, United Kingdom Турнір 3-ї категорії $170,000 - Трава - 56S/32Q/16D Одиночний розряд - Парний розряд                                    | Марія Шарапова 4–6, 6–2, 6–1             | Татьяна Головін                    | Емілі Луа Патті Шнідер                    | Анна Кремер Тамарін Танасугарн Алісія Молік Обата Саорі       |
| 7 червня            | DFS Classic Бірмінгем, United Kingdom Турнір 3-ї категорії $170,000 - Трава - 56S/32Q/16D Одиночний розряд - Парний розряд                                    | Марія Кириленко Марія Шарапова 6–2, 6–1  | Ліза Макші Мілагрос Секера         | Емілі Луа Патті Шнідер                    | Анна Кремер Тамарін Танасугарн Алісія Молік Обата Саорі       |
| 14 червня           | Hastings Direct International Championships Істборн, United Kingdom Турнір 2-ї категорії $585,000 - Трава - 28S/32Q/16D Одиночний розряд - Парний розряд      | Світлана Кузнецова 2–6, 7–6(7–2), 6–4    | Даніела Гантухова                  | Амелі Моресмо Віра Звонарьова             | Магдалена Малеєва Ай Суґіяма Марія Санчес Лоренсо Тіна Писник |
| 14 червня           | Hastings Direct International Championships Істборн, United Kingdom Турнір 2-ї категорії $585,000 - Трава - 28S/32Q/16D Одиночний розряд - Парний розряд      | Алісія Молік Магі Серна 6–4, 6–4         | Світлана Кузнецова Олена Лиховцева | Амелі Моресмо Віра Звонарьова             | Магдалена Малеєва Ай Суґіяма Марія Санчес Лоренсо Тіна Писник |
| 14 червня           | Ordina Open 'с-Гертогенбос, Нідерланди Турнір 3-ї категорії $170,000 - Трава - 32S/32Q/16D Одиночний розряд - Парний розряд                                   | Марі П'єрс 7–6(8–6), 6–2                 | Клара Коукалова                    | Ліна Красноруцька Анабель Медіна Гаррігес | Єлена Янкович Анна Кремер Барбара Шетт Клодін Шоль            |
| 14 червня           | Ordina Open 'с-Гертогенбос, Нідерланди Турнір 3-ї категорії $170,000 - Трава - 32S/32Q/16D Одиночний розряд - Парний розряд                                   | Ліза Макші Мілагрос Секера 7–6(7–3), 6–3 | Єлена Костанич Клодін Шоль         | Ліна Красноруцька Анабель Медіна Гаррігес | Єлена Янкович Анна Кремер Барбара Шетт Клодін Шоль            |
| 21 червня 28 червня | Вімблдон Championships Вімблдон, United Kingdom Великий шолом $6,063,070 - Трава - 128S/96Q/64D/32X Одиночний розряд - Парний розряд - Змішаний парний розряд | Марія Шарапова 6–1, 6–4                  | Серена Вільямс                     | Амелі Моресмо Ліндсі Девенпорт            | Дженніфер Капріаті Паола Суарес Кароліна Шпрем Ай Суґіяма     |
| 21 червня 28 червня | Вімблдон Championships Вімблдон, United Kingdom Великий шолом $6,063,070 - Трава - 128S/96Q/64D/32X Одиночний розряд - Парний розряд - Змішаний парний розряд | Кара Блек Ренне Стаббс 6–3, 7–6(7–5)     | Лізель Губер Ай Суґіяма            | Амелі Моресмо Ліндсі Девенпорт            | Дженніфер Капріаті Паола Суарес Кароліна Шпрем Ай Суґіяма     |
| 21 червня 28 червня | Вімблдон Championships Вімблдон, United Kingdom Великий шолом $6,063,070 - Трава - 128S/96Q/64D/32X Одиночний розряд - Парний розряд - Змішаний парний розряд | Вейн Блек Кара Блек 3–6, 7–6(8), 6–4     | Тодд Вудбрідж Алісія Молік         | Амелі Моресмо Ліндсі Девенпорт            | Дженніфер Капріаті Паола Суарес Кароліна Шпрем Ай Суґіяма     |

### Липень
| Тиждень  | Турнір | Чемпіонки                                                                       | Фіналістки                                                                        | Півфіналістки                      | Чвертьфіналістки                                                                |
| -------- | --- | ------------------------------------------------------------------------------- | --------------------------------------------------------------------------------- | ---------------------------------- | ------------------------------------------------------------------------------- |
| 5 липня  | Чвертьфінал Кубка федерації Rimini, Італія, ґрунт Jerez, Іспанія, ґрунт Буенос Айрес, Аргентина, ґрунт Innsbruck, Австрія, ґрунт      | Перемогли у чвертьфіналах · Франція 3–2 · Іспанія 3–2 · Росія 4–1 · Австрія 4–1 | Програли у чвертьфіналах · Італія · Бельгія · Аргентина · Сполучені Штати Америки |                                    |                                                                                 |
| 12 липня | Bank of the West Classic Стенфорд , United States Турнір 2-ї категорії $585,000 - Хард - 28S/32Q/16D Одиночний розряд - Парний розряд | Ліндсі Девенпорт 7–6(7–4), 5–7, 7–6(7–4)                                        | Вінус Вільямс                                                                     | Емі Фрейзер Марія Венто-Кабчі      | Анна Смашнова-Пістолезі Патті Шнідер Франческа Ск'явоне Машона Вашінгтон        |
| 12 липня | Bank of the West Classic Стенфорд , United States Турнір 2-ї категорії $585,000 - Хард - 28S/32Q/16D Одиночний розряд - Парний розряд | Елені Даніліду Ніколь Пратт 6–2, 6–4                                            | Івета Бенешова Клодін Шоль                                                        | Емі Фрейзер Марія Венто-Кабчі      | Анна Смашнова-Пістолезі Патті Шнідер Франческа Ск'явоне Машона Вашінгтон        |
| 19 липня | JPMorgan Chase Open Лос-Анджелес, United States Турнір 2-ї категорії $585,000 - Хард - 56S/16Q/16D Одиночний розряд - Парний розряд   | Ліндсі Девенпорт 6–1, 6–3                                                       | Серена Вільямс                                                                    | Олена Дементьєва Вінус Вільямс     | Віра Звонарьова Світлана Кузнецова Надія Петрова Франческа Ск'явоне             |
| 19 липня | JPMorgan Chase Open Лос-Анджелес, United States Турнір 2-ї категорії $585,000 - Хард - 56S/16Q/16D Одиночний розряд - Парний розряд   | Надія Петрова Меган Шонессі 6–7(2–7), 6–4, 6–3                                  | Кончіта Мартінес Вірхінія Руано Паскуаль                                          | Олена Дементьєва Вінус Вільямс     | Віра Звонарьова Світлана Кузнецова Надія Петрова Франческа Ск'явоне             |
| 19 липня | Internazionali Femminili di Palermo Palermo, Італія Tier V event $110,000 - ґрунт - 32S/29Q/16D Одиночний розряд - Парний розряд      | Анабель Медіна Гаррігес 6–4, 6–4                                                | Флавія Пеннетта                                                                   | Катарина Среботнік Деніса Хладкова | Клара Коукалова Людмила Черванова Антонелла Серра-Дзанетті Анна-Лена Гренефельд |
| 19 липня | Internazionali Femminili di Palermo Palermo, Італія Tier V event $110,000 - ґрунт - 32S/29Q/16D Одиночний розряд - Парний розряд      | Анабель Медіна Гаррігес Аранча Санчес Вікаріо 6–3, 7–6(7–4)                     | Любомира Курхайцова Генрієта Надьова                                              | Катарина Среботнік Деніса Хладкова | Клара Коукалова Людмила Черванова Антонелла Серра-Дзанетті Анна-Лена Гренефельд |
| 26 липня | Acura Classic Сан-Дієго, United States Турнір 1-ї категорії $1,300,000 - Хард - 56S/16Q/24D Одиночний розряд - Парний розряд          | Ліндсі Девенпорт 6–1, 6–1                                                       | Анастасія Мискіна                                                                 | Віра Звонарьова Олена Дементьєва   | Серена Вільямс Марія Шарапова Ай Суґіяма Емі Фрейзер                            |
| 26 липня | Acura Classic Сан-Дієго, United States Турнір 1-ї категорії $1,300,000 - Хард - 56S/16Q/24D Одиночний розряд - Парний розряд          | Кара Блек Ренне Стаббс 4–6, 6–1, 6–4                                            | Вірхінія Руано Паскуаль Паола Суарес                                              | Віра Звонарьова Олена Дементьєва   | Серена Вільямс Марія Шарапова Ай Суґіяма Емі Фрейзер                            |

### Серпень
| Тиждень             | Турнір | Чемпіонки                                      | Фіналістки                               | Півфіналістки                            | Півфіналістки                            | Чвертьфіналістки                                                        |
| ------------------- | --- | ---------------------------------------------- | ---------------------------------------- | ---------------------------------------- | ---------------------------------------- | ----------------------------------------------------------------------- |
| 2 серпня            | Rogers AT&T Cup Монреаль, Canada Турнір 1-ї категорії $1,300,000 - Хард - 56S/32Q/28D Одиночний розряд - Парний розряд                                                         | Амелі Моресмо 6–1, 6–0                         | Олена Лиховцева                          | Анастасія Мискіна Віра Звонарьова        | Анастасія Мискіна Віра Звонарьова        | Магдалена Малеєва Дженніфер Капріаті Татьяна Головін Кароліна Шпрем     |
| 2 серпня            | Rogers AT&T Cup Монреаль, Canada Турнір 1-ї категорії $1,300,000 - Хард - 56S/32Q/28D Одиночний розряд - Парний розряд                                                         | Асагое Сінобу Ай Суґіяма 6–0, 6–3              | Лізель Губер Тамарін Танасугарн          | Анастасія Мискіна Віра Звонарьова        | Анастасія Мискіна Віра Звонарьова        | Магдалена Малеєва Дженніфер Капріаті Татьяна Головін Кароліна Шпрем     |
| 2 серпня            | Nordea Nordic Light Open Стокгольм, Sweden Турнір 4-ї категорії $140,000 - Хард - 32S/26Q/16D Одиночний розряд - Парний розряд                                                 | Алісія Молік 6–1, 6–1                          | Тетяна Перебийніс                        | Сандра Клейнова Сільвія Фаріна-Елія      | Сандра Клейнова Сільвія Фаріна-Елія      | Генрієта Надьова Марія Елена Камерін Деніса Хладкова Северін Бремон     |
| 2 серпня            | Nordea Nordic Light Open Стокгольм, Sweden Турнір 4-ї категорії $140,000 - Хард - 32S/26Q/16D Одиночний розряд - Парний розряд                                                 | Алісія Молік Барбара Шетт 6–3, 6–3             | Еммануель Гальярді Анна-Лена Гренефельд  | Сандра Клейнова Сільвія Фаріна-Елія      | Сандра Клейнова Сільвія Фаріна-Елія      | Генрієта Надьова Марія Елена Камерін Деніса Хладкова Северін Бремон     |
| 9 серпня            | Idea Prokom Open Sopot, Poland Турнір 3-ї категорії $300,000 - ґрунт - 30S/32Q/16D Одиночний розряд - Парний розряд                                                            | Флавія Пеннетта 7–5, 3–6, 6–3                  | Клара Коукалова                          | Анастасія Мискіна Марта Домаховська      | Анастасія Мискіна Марта Домаховська      | Івета Бенешова Любомира Курхайцова Нурія Льягостера Вівес Марта Марреро |
| 9 серпня            | Idea Prokom Open Sopot, Poland Турнір 3-ї категорії $300,000 - ґрунт - 30S/32Q/16D Одиночний розряд - Парний розряд                                                            | Нурія Льягостера Вівес Марта Марреро 6–4, 6–3  | Клаудія Янс Аліція Росольська            | Анастасія Мискіна Марта Домаховська      | Анастасія Мискіна Марта Домаховська      | Івета Бенешова Любомира Курхайцова Нурія Льягостера Вівес Марта Марреро |
| 9 серпня            | Vancouver Women's Open Ванкувер, Canada Tier V event $110,000 - Хард - 32S/32Q/16D Одиночний розряд - Парний розряд                                                            | Ніколь Вайдішова 2–6, 6–4, 6–2                 | Лора Гренвілл                            | Каміль Пен Аліна Жидкова                 | Каміль Пен Аліна Жидкова                 | Сесил Каратанчева Ліндсей Лі-Вотерс Ріта Гранде Мілагрос Секера         |
| 9 серпня            | Vancouver Women's Open Ванкувер, Canada Tier V event $110,000 - Хард - 32S/32Q/16D Одиночний розряд - Парний розряд                                                            | Бетані Маттек-Сендс Абігейл Спірс 6–3, 6–3     | Елс Калленс Анна-Лена Гренефельд         | Каміль Пен Аліна Жидкова                 | Каміль Пен Аліна Жидкова                 | Сесил Каратанчева Ліндсей Лі-Вотерс Ріта Гранде Мілагрос Секера         |
| 16 серпня           | Літні Олімпійські ігри Афіни, Греція $0 - Хард - 64S/32D Одиночний розряд - Парний розряд                                                                                      | Золото                                         | Срібло                                   | Бронза                                   | Четверте місце                           | Марі П'єрс Франческа Ск'явоне Ай Суґіяма Світлана Кузнецова             |
| 16 серпня           | Літні Олімпійські ігри Афіни, Греція $0 - Хард - 64S/32D Одиночний розряд - Парний розряд                                                                                      | Жустін Енен-Арденн 6–3, 6–3                    | Амелі Моресмо                            | Алісія Молік 6–3, 6–4                    | Анастасія Мискіна                        | Марі П'єрс Франческа Ск'явоне Ай Суґіяма Світлана Кузнецова             |
| 16 серпня           | Літні Олімпійські ігри Афіни, Греція $0 - Хард - 64S/32D Одиночний розряд - Парний розряд                                                                                      | Лі Тін Сунь Тяньтянь 6–3, 6–3                  | Кончіта Мартінес Вірхінія Руано Паскуаль | Паола Суарес Патрісія Тарабіні 6–3, 6–3  | Асагое Сінобу Ай Суґіяма                 | Марі П'єрс Франческа Ск'явоне Ай Суґіяма Світлана Кузнецова             |
| 16 серпня           | W&S Financial група Women's Open Мейсон, United States Турнір 3-ї категорії $170,000 - Хард - 30S/32Q/16D Одиночний розряд - Парний розряд                                     | Ліндсі Девенпорт 6–3, 6–2                      | Віра Звонарьова                          | Маріон Бартолі Емі Фрейзер               | Маріон Бартолі Емі Фрейзер               | Флавія Пеннетта Лора Гренвілл Селіма Сфар Пен Шуай                      |
| 16 серпня           | W&S Financial група Women's Open Мейсон, United States Турнір 3-ї категорії $170,000 - Хард - 30S/32Q/16D Одиночний розряд - Парний розряд                                     | Джилл Крейбас Марлен Вайнгартнер 7–5, 7–6(7–2) | Еммануель Гальярді Анна-Лена Гренефельд  | Маріон Бартолі Емі Фрейзер               | Маріон Бартолі Емі Фрейзер               | Флавія Пеннетта Лора Гренвілл Селіма Сфар Пен Шуай                      |
| 23 серпня           | Pilot Pen Tennis Нью-Гейвен, United States Турнір 2-ї категорії $585,000 - Хард - 28S/32Q/16D Одиночний розряд - Парний розряд                                                 | Олена Бовіна 6–2, 2–6, 7–5                     | Наталі Деші                              | Ліза Реймонд Олена Дементьєва            | Ліза Реймонд Олена Дементьєва            | Даніела Гантухова Дженніфер Капріаті Машона Вашінгтон Єлена Янкович     |
| 23 серпня           | Pilot Pen Tennis Нью-Гейвен, United States Турнір 2-ї категорії $585,000 - Хард - 28S/32Q/16D Одиночний розряд - Парний розряд                                                 | Надія Петрова Меган Шонессі 6–1, 1–6, 7–6(7–4) | Мартіна Навратілова Ліза Реймонд         | Ліза Реймонд Олена Дементьєва            | Ліза Реймонд Олена Дементьєва            | Даніела Гантухова Дженніфер Капріаті Машона Вашінгтон Єлена Янкович     |
| 23 серпня           | Forest Hills Tennis Classic Форест-Гіллс, USA Tier V event $65,882 - Хард - 16S Одиночний розряд                                                                               | Олена Лиховцева 6–2, 6–2                       | Івета Бенешова                           | Анабель Медіна Гаррігес Кірстен Фліпкенс | Анабель Медіна Гаррігес Кірстен Фліпкенс | Маріон Бартолі Крістіна Бранді Катарина Среботнік Емілі Луа             |
| 30 серпня 6 вересня | Відкритий чемпіонат США Flushing Meadows, Нью-Йорк, United States Великий шолом $7,017,780 - Хард - 128S/96Q/64D/32X Одиночний розряд - Парний розряд - Змішаний парний розряд | Світлана Кузнецова 6–3, 7–5                    | Олена Дементьєва                         | Ліндсі Девенпорт Дженніфер Капріаті      | Ліндсі Девенпорт Дженніфер Капріаті      | Надія Петрова Асагое Сінобу Серена Вільямс Амелі Моресмо                |
| 30 серпня 6 вересня | Відкритий чемпіонат США Flushing Meadows, Нью-Йорк, United States Великий шолом $7,017,780 - Хард - 128S/96Q/64D/32X Одиночний розряд - Парний розряд - Змішаний парний розряд | Вірхінія Руано Паскуаль Паола Суарес 6–4, 7–5  | Світлана Кузнецова Олена Лиховцева       | Ліндсі Девенпорт Дженніфер Капріаті      | Ліндсі Девенпорт Дженніфер Капріаті      | Надія Петрова Асагое Сінобу Серена Вільямс Амелі Моресмо                |
| 30 серпня 6 вересня | Відкритий чемпіонат США Flushing Meadows, Нью-Йорк, United States Великий шолом $7,017,780 - Хард - 128S/96Q/64D/32X Одиночний розряд - Парний розряд - Змішаний парний розряд | Боб Браян Віра Звонарьова 6–3, 6–4             | Тодд Вудбрідж Алісія Молік               | Ліндсі Девенпорт Дженніфер Капріаті      | Ліндсі Девенпорт Дженніфер Капріаті      | Надія Петрова Асагое Сінобу Серена Вільямс Амелі Моресмо                |

### Вересень
| Тиждень    | Турнір | Чемпіонки                                   | Фіналістки                               | Півфіналістки                     | Чвертьфіналістки                                                             |
| ---------- | --- | ------------------------------------------- | ---------------------------------------- | --------------------------------- | ---------------------------------------------------------------------------- |
| 13 вересня | Wismilak International Балі, Індонезія Турнір 3-ї категорії $225,000 - Хард - 30S/16Q/16D Одиночний розряд - Парний розряд                      | Світлана Кузнецова 6–1, 6–4                 | Марлен Вайнгартнер                       | Марія Елена Камерін Надія Петрова | Хісела Дулко Чо Юн Чон Татьяна Гарбін Анжелік Віджайя                        |
| 13 вересня | Wismilak International Балі, Індонезія Турнір 3-ї категорії $225,000 - Хард - 30S/16Q/16D Одиночний розряд - Парний розряд                      | Анастасія Мискіна Ай Суґіяма 6–3, 7–5       | Світлана Кузнецова Аранча Санчес Вікаріо | Марія Елена Камерін Надія Петрова | Хісела Дулко Чо Юн Чон Татьяна Гарбін Анжелік Віджайя                        |
| 20 вересня | China Open Пекін, China Турнір 2-ї категорії $585,000 - Хард - 28S/32Q/16D Одиночний розряд - Парний розряд                                     | Серена Вільямс 4–6, 7–5, 6–4                | Світлана Кузнецова                       | Віра Звонарьова Марія Шарапова    | Надія Петрова Анабель Медіна Гаррігес Єлена Янкович Хісела Дулко             |
| 20 вересня | China Open Пекін, China Турнір 2-ї категорії $585,000 - Хард - 28S/32Q/16D Одиночний розряд - Парний розряд                                     | Еммануель Гальярді Дінара Сафіна 6–4, 6–4   | Хісела Дулко Марія Венто-Кабчі           | Віра Звонарьова Марія Шарапова    | Надія Петрова Анабель Медіна Гаррігес Єлена Янкович Хісела Дулко             |
| 27 вересня | Gaz de France Stars Hasselt, Belgium Турнір 3-ї категорії $170,000 - Хард (п) - 30S/32Q/16D Одиночний розряд - Парний розряд                    | Олена Дементьєва 0–6, 6–0, 6–4              | Олена Бовіна                             | Марія Елена Камерін Кім Клейстерс | Деніса Хладкова Вірхінія Руано Паскуаль Франческа Ск'явоне Магдалена Малеєва |
| 27 вересня | Gaz de France Stars Hasselt, Belgium Турнір 3-ї категорії $170,000 - Хард (п) - 30S/32Q/16D Одиночний розряд - Парний розряд                    | Дженніфер Расселл Мара Сантанджело 6–3, 7–5 | Нурія Льягостера Вівес Марта Марреро     | Марія Елена Камерін Кім Клейстерс | Деніса Хладкова Вірхінія Руано Паскуаль Франческа Ск'явоне Магдалена Малеєва |
| 27 вересня | Guangzhou Women's Open Гуанчжоу, China Турнір 3-ї категорії $170,000 - Хард - 30S/29Q/16D Одиночний розряд - Парний розряд                      | Лі На 6–3, 6–4                              | Мартина Суха                             | Барбора Заглавова-Стрицова Лі Тін | Дінара Сафіна Тамарін Танасугарн Пен Шуай Крістіна Бранді                    |
| 27 вересня | Guangzhou Women's Open Гуанчжоу, China Турнір 3-ї категорії $170,000 - Хард - 30S/29Q/16D Одиночний розряд - Парний розряд                      | Лі Тін Сунь Тяньтянь 6–4, 6–1               | Yang Shujing Yu Ying                     | Барбора Заглавова-Стрицова Лі Тін | Дінара Сафіна Тамарін Танасугарн Пен Шуай Крістіна Бранді                    |
| 27 вересня | Hansol Korea Open Tennis Championships Сеул, Південна Корея Турнір 4-ї категорії $140,000 - Хард - 32S/32Q/16D Одиночний розряд - Парний розряд | Марія Шарапова 6–1, 6–1                     | Марта Домаховська                        | Анна Кремер Абігейл Спірс         | Саманта Стосур Санда Мамич Сільвія Талая Шахар Пеєр                          |
| 27 вересня | Hansol Korea Open Tennis Championships Сеул, Південна Корея Турнір 4-ї категорії $140,000 - Хард - 32S/32Q/16D Одиночний розряд - Парний розряд | Чо Юн Чон Чон Мі Ра 6–3, 1–6, 7–5           | Чжуан Цзяжун Сє Шувей                    | Анна Кремер Абігейл Спірс         | Саманта Стосур Санда Мамич Сільвія Талая Шахар Пеєр                          |

### Жовтень
| Тиждень   | Турнір | Чемпіонки                                                     | Фіналістки                           | Півфіналістки                               | Чвертьфіналістки                                                          |
| --------- | --- | ------------------------------------------------------------- | ------------------------------------ | ------------------------------------------- | ------------------------------------------------------------------------- |
| 4 жовтня  | Porsche Tennis Grand Prix Filderstadt, Germany Турнір 2-ї категорії $650,000 - Хард (п) - 28S/32Q/16D Одиночний розряд - Парний розряд | Ліндсі Девенпорт 6–2 ret.                                     | Амелі Моресмо                        | Світлана Кузнецова Анастасія Мискіна        | Ліза Реймонд Фабіола Сулуага Олена Лиховцева Єлена Янкович                |
| 4 жовтня  | Porsche Tennis Grand Prix Filderstadt, Germany Турнір 2-ї категорії $650,000 - Хард (п) - 28S/32Q/16D Одиночний розряд - Парний розряд | Кара Блек Ренне Стаббс 6–3, 6–2                               | Анна-Лена Гренефельд Юлія Шруфф      | Світлана Кузнецова Анастасія Мискіна        | Ліза Реймонд Фабіола Сулуага Олена Лиховцева Єлена Янкович                |
| 4 жовтня  | Відкритий чемпіонат Японії з тенісу Токіо, Japan Турнір 3-ї категорії $170,000 - Хард - 30S/32Q/16D Одиночний розряд - Парний розряд   | Марія Шарапова 6–0, 6–1                                       | Машона Вашінгтон                     | Тамарін Танасугарн Клара Коукалова          | Юлія Федосова Аніко Капрош Євгенія Лінецька Ніколь Вайдішова              |
| 4 жовтня  | Відкритий чемпіонат Японії з тенісу Токіо, Japan Турнір 3-ї категорії $170,000 - Хард - 30S/32Q/16D Одиночний розряд - Парний розряд   | Асагое Сінобу Катарина Среботнік 6–1, 6–4                     | Дженніфер Гопкінс Машона Вашінгтон   | Тамарін Танасугарн Клара Коукалова          | Юлія Федосова Аніко Капрош Євгенія Лінецька Ніколь Вайдішова              |
| 11 жовтня | Кубок Кремля Москва, Росія Турнір 1-ї категорії $1,300,000 - Хард (п) - 28S/32Q/16D Одиночний розряд - Парний розряд                   | Анастасія Мискіна 7–5, 6–0                                    | Олена Дементьєва                     | Олена Бовіна Ліндсі Девенпорт               | Вінус Вільямс Світлана Кузнецова Віра Звонарьова Франческа Ск'явоне       |
| 11 жовтня | Кубок Кремля Москва, Росія Турнір 1-ї категорії $1,300,000 - Хард (п) - 28S/32Q/16D Одиночний розряд - Парний розряд                   | Анастасія Мискіна Віра Звонарьова 6–3, 4–6, 6–2               | Вірхінія Руано Паскуаль Паола Суарес | Олена Бовіна Ліндсі Девенпорт               | Вінус Вільямс Світлана Кузнецова Віра Звонарьова Франческа Ск'явоне       |
| 11 жовтня | Tashkent Open Ташкент, Узбекистан Турнір 4-ї категорії $140,000 - Хард - 32S/32Q/16D Одиночний розряд - Парний розряд                  | Ніколь Вайдішова 5–7, 6–3, 6–2                                | Віржіні Раззано                      | Анка Барна Меган Шонессі                    | Антонелла Серра-Дзанетті Марта Марреро Аранча Парра Сантонха Ольга Савчук |
| 11 жовтня | Tashkent Open Ташкент, Узбекистан Турнір 4-ї категорії $140,000 - Хард - 32S/32Q/16D Одиночний розряд - Парний розряд                  | Адріана Серра-Дзанетті Антонелла Серра-Дзанетті 1–6, 6–3, 6–4 | Маріон Бартолі Мара Сантанджело      | Анка Барна Меган Шонессі                    | Антонелла Серра-Дзанетті Марта Марреро Аранча Парра Сантонха Ольга Савчук |
| 18 жовтня | Swisscom Challenge Zurich, Швейцарія Турнір 1-ї категорії $1,300,000 - Хард (п) - 28S/32Q/16D Одиночний розряд - Парний розряд         | Алісія Молік 4–6, 6–2, 6–3                                    | Марія Шарапова                       | Патті Шнідер Олена Дементьєва               | Паола Суарес Надія Петрова Вінус Вільямс Ай Суґіяма                       |
| 18 жовтня | Swisscom Challenge Zurich, Швейцарія Турнір 1-ї категорії $1,300,000 - Хард (п) - 28S/32Q/16D Одиночний розряд - Парний розряд         | Кара Блек Ренне Стаббс 6–4, 6–4                               | Вірхінія Руано Паскуаль Паола Суарес | Патті Шнідер Олена Дементьєва               | Паола Суарес Надія Петрова Вінус Вільямс Ай Суґіяма                       |
| 25 жовтня | Generali Ladies Linz Лінц, Austria Турнір 2-ї категорії $585,000 - Хард (п) - 28S/32Q/16D Одиночний розряд - Парний розряд             | Амелі Моресмо 6–2, 6–0                                        | Олена Бовіна                         | Єлена Янкович Надія Петрова                 | Ай Суґіяма Віра Звонарьова Меган Шонессі Аліна Жидкова                    |
| 25 жовтня | Generali Ladies Linz Лінц, Austria Турнір 2-ї категорії $585,000 - Хард (п) - 28S/32Q/16D Одиночний розряд - Парний розряд             | Жанетта Гусарова Олена Лиховцева 6–2, 7–5                     | Наталі Деші Патті Шнідер             | Єлена Янкович Надія Петрова                 | Ай Суґіяма Віра Звонарьова Меган Шонессі Аліна Жидкова                    |
| 25 жовтня | SEAT Open Люксембург, Люксембург Турнір 3-ї категорії $225,000 - Хард (п) - 30S/32Q/16D Одиночний розряд - Парний розряд               | Алісія Молік 6–3, 6–4                                         | Дінара Сафіна                        | Сільвія Фаріна-Елія Анабель Медіна Гаррігес | Ана Іванович Даллі Рандріантефі Квета Пешке Татьяна Головін               |
| 25 жовтня | SEAT Open Люксембург, Люксембург Турнір 3-ї категорії $225,000 - Хард (п) - 30S/32Q/16D Одиночний розряд - Парний розряд               | Вірхінія Руано Паскуаль Паола Суарес 6–1, 6–7(1–7), 6–3       | Джилл Крейбас Марлен Вайнгартнер     | Сільвія Фаріна-Елія Анабель Медіна Гаррігес | Ана Іванович Даллі Рандріантефі Квета Пешке Татьяна Головін               |

### Листопад
| Тиждень      | Турнір | Чемпіонки                                     | Фіналістки                  | Півфіналістки                      | Чвертьфіналістки                                                     |
| ------------ | --- | --------------------------------------------- | --------------------------- | ---------------------------------- | -------------------------------------------------------------------- |
| 1 листопада  | Advanta Championships Philadelphia, США Турнір 2-ї категорії $585,000 - Хард (п) - 28S/32Q/16D Одиночний розряд - Парний розряд       | Амелі Моресмо 3–6, 6–2, 6–2                   | Віра Звонарьова             | Марія Шарапова Надія Петрова       | Вінус Вільямс Алісія Молік Дженніфер Капріаті Анастасія Мискіна      |
| 1 листопада  | Advanta Championships Philadelphia, США Турнір 2-ї категорії $585,000 - Хард (п) - 28S/32Q/16D Одиночний розряд - Парний розряд       | Алісія Молік Ліза Реймонд 7–5, 6–4            | Лізель Губер Коріна Мораріу | Марія Шарапова Надія Петрова       | Вінус Вільямс Алісія Молік Дженніфер Капріаті Анастасія Мискіна      |
| 1 листопада  | Bell Challenge Квебек, Канада Турнір 3-ї категорії $170,000 - Килим (i) - 32S/32Q/16D Одиночний розряд - Парний розряд                | Мартина Суха 7–5, 3–6, 6–2                    | Абігейл Спірс               | Аліна Жидкова Марія Емілія Салерні | Марі П'єрс Любомира Курхайцова Сесил Каратанчева Melanie Gloria      |
| 1 листопада  | Bell Challenge Квебек, Канада Турнір 3-ї категорії $170,000 - Килим (i) - 32S/32Q/16D Одиночний розряд - Парний розряд                | Карлі Галліксон Марія Емілія Салерні 7–5, 7–5 | Елс Калленс Саманта Стосур  | Аліна Жидкова Марія Емілія Салерні | Марі П'єрс Любомира Курхайцова Сесил Каратанчева Melanie Gloria      |
| 8 листопада  | Чемпіонат Туру WTA Los Angeles, США Чемпіонат кінця року $3,000,000 - Хард - 8S (Круговий турнір)/4D Одиночний розряд - Парний розряд | Марія Шарапова 4–6, 6–2, 6–4                  | Серена Вільямс              | Анастасія Мискіна Амелі Моресмо    | Ліндсі Девенпорт Олена Дементьєва Світлана Кузнецова Віра Звонарьова |
| 8 листопада  | Чемпіонат Туру WTA Los Angeles, США Чемпіонат кінця року $3,000,000 - Хард - 8S (Круговий турнір)/4D Одиночний розряд - Парний розряд | Надія Петрова Меган Шонессі 7–5, 6–2          | Кара Блек Ренне Стаббс      | Анастасія Мискіна Амелі Моресмо    | Ліндсі Девенпорт Олена Дементьєва Світлана Кузнецова Віра Звонарьова |
| 22 листопада | Фінал Кубка федерації Москва, Росія, Килим (i)                                                                                        | Росія · 3–2                                   | Франція                     | Іспанія 0–5 · Бельгія 0–5          |                                                                      |

## Статистика
Список тенісисток які перемагали на турнірах:
- Ліндсі Девенпорт - Tokyo Pan Pacific, Amelia Island, Stanford, Лос-Анджелес, San Diego, Cincinnati and Filderstadt (7)
- Жустін Енен-Арденн - Sydney, Australian Open, Dubai, Indian Wells and Athens Olympics (5)
- Амелі Моресмо - Berlin, Rome, Montreal, Linz and Philadelphia (5)
- Марія Шарапова - Birmingham, Wimbledon, Seoul, Tokyo and WТА Tour Championships (5)
- Світлана Кузнецова - Eastbourne, U.S. Open and Bali (3)
- Алісія Молік - Stockholm, Zurich and Luxembourg (3)
- Анастасія Мискіна - Doha, French Open and Moscow (3)
- Кім Клейстерс - Paris and Antwerp (2)
- Емілі Луа - Casablanca and Estoril (2)
- Ніколь Вайдішова - Vancouver and Tashkent (2)
- Серена Вільямс - Miami and Beijing (2)
- Вінус Вільямс - Charleston and Warsaw (2)
- Єлена Янкович - Budapest (1)
- Івета Бенешова - Acapulco (1)
- Олена Бовіна - New Haven (1)
- Елені Даніліду - Auckland (1)
- Олена Дементьєва - Hasselt (1)
- Емі Фрейзер - Hobart (1)
- Лі На - Guangzhou (1)
- Олена Лиховцева - Forest Hills (1)
- Анабель Медіна Гаррігес - Palermo (1)
- Флавія Пеннетта - Sopot (1)
- Марі П'єрс - 'с-Гертогенбос (1)
- Ніколь Пратт - Hyderabad (1)
- Клодін Шоль - Strasbourg (1)
- Анна Смашнова-Пістолезі - Відень (1)
- Паола Суарес - Канберра (1)
- Мартина Суха - Quebec City (1)
- Ай Суґіяма - Gold Coast (1)
- Фабіола Сулуага - Bogotá (1)
- Віра Звонарьова - Memphis (1)

Тенісистки які здобули перший титул:
- Ніколь Пратт - Hyderabad
- Івета Бенешова - Acapulco
- Емілі Луа - Casablanca
- Єлена Янкович - Budapest
- Клодін Шоль - Strasbourg
- Флавія Пеннетта - Sopot
- Ніколь Вайдішова - Vancouver
- Лі На - Guangzhou

Титули за країнами:
- Росія - 15 (Memphis, Doha, French Open, Birmingham, Eastbourne, Wimbledon, New Haven, Forest Hills, U.S. Open, Bali, Hasselt, Seoul, Tokyo, Moscow and WТА Tour Championships)
- США - 12 (Hobart, Tokyo Pan Pacific, Miami, Amelia Island, Charleston, Warsaw, Stanford, Лос-Анджелес, San Diego, Cincinnati, Beijing and Filderstadt)
- Франція - 8 (Casablanca, Estoril, Berlin, Rome, 'с-Гертогенбос, Montreal, Linz and Philadelphia)
- Бельгія - 7 (Sydney, Australian Open, Paris, Antwerp, Dubai, Indian Wells and Athens Olympics)
- Австралія - 4 (Hyderabad, Stockholm, Zurich and Luxembourg)
- Чехія - 3 (Acapulco, Vancouver and Tashkent)
- Аргентина - 1 (Канберра)
- КНР - 1 (Guangzhou)
- Колумбія - 1 (Bogotá)
- Греція - 1 (Auckland)
- Ізраїль - 1 (Vienna)
- Італія - 1 (Sopot)
- Японія - 1 (Gold Coast)
- Люксембург - 1 (Strasbourg)
- Союзна Республіка Югославія - 1 (Budapest)
- Словаччина - 1 (Quebec City)
- Іспанія - 1 (Palermo)

## Рейтинги
Рейтинг на кінець року:
| Ранг | Тенісистка          | Країна    | Пункти | 2003 | Зміна |
| 1    | Ліндсі Девенпорт    | США       | 4,760  | 5    | +4    |
| 2    | Амелі Моресмо       | Франція   | 4,546  | 4    | +2    |
| 3    | Анастасія Мискіна   | Росія     | 4,012  | 7    | +4    |
| 4    | Марія Шарапова      | Росія     | 3,536  | 32   | +28   |
| 5    | Світлана Кузнецова  | Росія     | 3,533  | 36   | +31   |
| 6    | Олена Дементьєва    | Росія     | 3,448  | 8    | +2    |
| 7    | Серена Вільямс      | США       | 3,128  | 3    | –4    |
| 8    | Жустін Енен-Арденн  | Бельгія   | 2,884  | 1    | –7    |
| 9    | Вінус Вільямс       | США       | 2,400  | 11   | +2    |
| 10   | Дженніфер Капріаті  | США       | 2,359  | 6    | –4    |
| 11   | Віра Звонарьова     | Росія     | 2,299  | 13   | +2    |
| 12   | Надія Петрова       | Росія     | 2,022  | 12   | =     |
| 13   | Алісія Молік        | Австралія | 1,971  | 35   | +22   |
| 14   | Патті Шнідер        | Швейцарія | 1,638  | 23   | +9    |
| 15   | Олена Бовіна        | Росія     | 1,598  | 21   | +6    |
| 16   | Паола Суарес        | Аргентина | 1,535  | 14   | –2    |
| 17   | Ай Суґіяма          | Японія    | 1,469  | 10   | –7    |
| 18   | Кароліна Шпрем      | Хорватія  | 1,452  | 59   | +41   |
| 19   | Франческа Ск'явоне  | Італія    | 1,403  | 20   | +1    |
| 20   | Сільвія Фаріна-Елія | Італія    | 1,334  | 24   | +4    |

### Перші номери рейтингу
| Утримувачка              | Коли здобула     | Коли втратила    |
| ------------------------ | ---------------- | ---------------- |
| Жустін Енен-Арденн (BEL) | Кінець 2003 року | 12 вересня 2004  |
| Амелі Моресмо (FRA)      | 13 вересня 2004  | 17 жовтня 2004   |
| Ліндсі Девенпорт (USA)   | 18 жовтня 2004   | Кінець 2004 року |

Full 2004 Year-End Rankings (PDF). Sony Ericsson WTA Tour.